# Love Hina-afsnit
Denne side indeholder en oversigt over alle afsnit fra animeserien Love Hina (ラブ ひな Rabu Hina).
Animeserien er baseret på Ken Akamatsus mangaserie af samme navn og blev i første omgang lavet som 24 afsnit af Xebec og sendt på den japanske Tv-kanal TV Tokyo fra den 19. april 2000 og frem til den 27. september 2000. Et 25. afsnit blev også produceret, men aldrig sendt på tv. I stedet blev det inkluderet på "Christmas Special" DVD'en udenfor Japan. (Dette gælder dog ikke den danske udgivelse) Efter seriens afslutning fulgte to specialafsnit med temaerne jul (Christmas) og forår (Spring), og endelig en 3-afsnits original video animation (OVA) miniserie kaldet Love Hina Again. Serien følger Keitaro Urashimas daglige liv som bestyrer for et pigepensionat, mens han ihærdigt forsøger at klare optagelsesprøven for at komme på Tokyo universitet (Todai), samt finde den pige han lovede at gå på Todai med da han var barn.
I Japan blev serien udgivet på ni DVD'er mellem den 3. august 2000 og de 2. april 2001. Flere af udgivelserne udkom men en samlefigur af personenerne fra serien, hvis man betalte lidt ekstra. Christmas Special blev udgivet den 4. juli 2001, og Spring Special den 1. august 2001. Love Hina Again blev udgivet på tre separate DVD'er mellem den 26. januar 2002 og den 27 marts 2002. Et komplet bokssæt indeholdende hele tv-serien, de to specialafsnit og OVA-serien blev udgivet den 6. juli 2005.
I USA blev serien originalt licenseret af Bandai og udgivet over seks DVD'er fra den 19. februar 2002 til den 19. november 2002. Christmas Special blev udgivet den 3. december 2002, efterfulgt af Spring Special den 18. marts 2003. Love Hina Again blev udgivet den 2. september 2003. Et bokssæt med Christmas og Spring specialafsnittene samt Love Hina Again blev senere udgivet som "Love Hina Movie Set" den 4. september 2002. En komplet boks med hele Tv-serien, de to specialafsnit og OVA'en blev udgivet den 28. september 2004 som "Love Hina – Perfect Collection". Også et bokssæt kun indeholdende den komplette Tv-serie blev udgivet den 27. juni 2006 som "Love Hina Anime Legends Complete Collection". I juli 2007 annoncerede Funimation Entertainment at de havde overtaget licensen til Love Hina, da Bandai's licens var udløbet, og et bokssæt over fire diske blev udgivet den 24. februar 2009.
I Storbritannien er Love Hina licenseret af MVM Films der har udgivet serien over seks DVD'er mellem den 6. september 2004 og den 7 marts 2004. A box set was released on May 14, 2007. De to specialafsnit blev udgivet i ukorrekt rækkefølge med Spring Specials udgivelse den 16. maj 2005 og Christmas Specials udgivelse den 7. november 2005. Love Hina Again blev udgivet den 8. januar 2008 på en enkelt disk. Et bokssæt indeholdende de to specialafsnit og Love Hina Again blev udgivet som "Love Hina – Specials Collection" den 4. september 2008.
Love Hina er også blevet licenseret i Australien og Nez Zealand. Her har Madman Entertainment udgivet serien over seks DVD'er mellem 18. september 2002 og den 11. februar 2003. Et bokssæt blev udgivet den 3. december 2003. Et bokssæt med de to specialafsnit og Love Hina Again blev udgivet den 14. marts 2007.
I Danmark, Norge, Sverige og Finland er det Noble Entertainment der har stået for udgivelsen af Love Hina. Serien blev også her udgivet over seks DVD'er. Yderligere blev de to specialafsnit også udgivet som to separate DVD'er. Love Hina Again er ikke udgivet i Skandinavien.

## Love Hina
| | |                    |  |  |
| 01 | "All-girls Dorm with Outdoor Bath: Hot Springs" "Rotenburo tsuki no Joshiryō: Onsen na" (露天風呂つきの女子寮 温泉な)                                                      | 19. april 2000     |  |  |
| Keitaro Urashima gav et løfte til en pige han ikke længere kan huske for 15 år siden om, at de skulle gå på Tokyo universitet sammen. Nu prøver han mere end nogensinde at få fuldført sit løfte. En dag da han tager op for at besøge sin bedstemor Hina, ender han med at blive bestyre for Hinata pensionatet, hvor alle beboerne er piger. | |                    |  |  |
| 02 | "The Hinata's New Resident, Shinobu: Arrow Signs" "Hinata sō no Shinjūnin Shinobu Yajirushi na" (ひなた荘の新住人しのぶ 矢印な)                                            | 26. april 2000     |  |  |
| Shinobu Maehara er en pige der gennemgår nogle problematiske tider. Hendes er ved at blive skilt, hun har ingen venner og skal flytte fra Hinata. Hun møder tilfældigvis Keitaro, og ender op en hans skitsebog, der indeholder en tegning af hendes selv, der smiler. Da hendes forældre kommer for at hente hende forsøger Keitaro og de andre, at skjule hende, hvilket dog ikke lykkedes. Shinobus forældre går dog til sidst med til, at hun flytter ind på Hinata pigepensionatet, hvor hun bliver deres kok. | |                    |  |  |
| 03 | "Kendo Girl in Love?: Swordplay" "Koi suru!? Kendō musume Kengeki na" (恋する!?ケンドー娘 剣劇な)                                                                          | 3. maj 2000        |  |  |
| Motoko Aoyama er vendt tilbage til Hinata pensionatet og er chokeret over at finde at det er en mand der er bestyrer. Hun prøver gentagende gange at dræbe Keitaro, men ender med mere eller mindre at acceptere ham som bestyrer. | |                    |  |  |
| 04 | "The Tokyo U Promise from 15 Years Ago: Diary" "Tōdai no yakusoku wa jūgonen mae Nikki na" (東大の約束は15年前 日記な)                                                     | 10. maj 2000       |  |  |
| Keitaro kommer ved et uheld til at læse en smule af Narus dagbog, og lærer at også hun for 15 år siden gav et løfte til en om, at komme ind på Tokyo U. Dette får Keitaro til at tro at det var hende der er pigen han gav løftet til. Hun er meget usikker og benægter gentagende gange at snakke om det, før hun endelig afslører at hun gav løftet til en man ved navn Seta. | |                    |  |  |
| 05 | "Wow. A Trip to Kyoto! Exciting" "Kyūsekkin! Kyōto futari tabi Dokidoki harahara na" (急接近!京都二人旅 ドキドキハラハラな)                                                | 17. maj 2000       |  |  |
| Keitaro og Naru, begge flove over endnu engang at have dumpet deres adgangseksamen, bestemmer sig begge for at tage på en kort ferie til Kyoto. Ingen af dem aner, at de deler det samme sæde i toget, da de begge kort forinden for ødelagt deres briller. De bruger dagen sammen, og er begge overbeviste om, at de har fundet en ideel partner. De bliver tvunget til at dele et hotelværelse, da de endelig får deres briller tilbage, og det går op for dem, hvem de har brugt dagen sammen med. I mellemtiden er beboerne af Hinata-pensionatet blevet bekymret for dem, og sætter derfor ud på en redningsauktion, der dog ender i kaos da ingen aner, hvor de er henne. | |                    |  |  |
| 06 | "Keitaro's First Kiss is with...? Journey" "Keitarō, hatsu kisu? No aite Tabiji na" (景太郎、初キス?の相手 旅路な)                                                         | 24. maj 2000       |  |  |
| Keitaro og Naru fortsætter, mod Narus vilje, deres ferie sammen. De støder pludselig på Mutsumi Otohime, en pige Keitaro løb ind i ved deres anden eksamen, som har problemer med at komme hjem til Okinawa. Keitaro tilbyder at hjælpe hende, og Naru vælger eventuelt at tage med. Men på grund af Mutsumis dårlige retningsfornemmelse ender de i en række andre byer der ikke er Okinawa. På turne kommer de uden at opdage det kortvarigt forbi de andre piger, hvis søgen efter Keitaro og Naru fører dem ud i nogle besynderlige hændelser. | |                    |  |  |
| 07 | "First Date. Keitaro's True Feelings: Nowadays" "Hatsu dēto, Keitarō no shitagokoro Imadokina" (初デート、景太郎のしたごころ いまどきな)                                   | 31. maj 2000       |  |  |
| Kaolla Su har skabt en ny maskine, Virtual-Kun, der tillader brugeren at se en persons hjertes dybeste ønsker. Da hun bruger den på Keitaro, afslører den at han er tiltrukket af Naru, og hans planner om at invitere hende på en date i den nyligt åbnede forlystelsespark. Men da en af Narus klassekammerater, Kentaro, tilbyder hende den samme aftale, ender de to mænd i en konkurrence om hendes kærlighed. | |                    |  |  |
| 08 | "Kendo Girl and the Legend of the Dragon Palace: Is This A Dream" "Kendō musume no Ryūgū Densetsu: Yumeka na" (ケンドー娘の竜宮伝説 夢かな)                                | 7. juni 2000       |  |  |
| Keitaro har skaffet et gammelt computerspil ved navn 'Legend of the Dragon Palace'. I starten er Motoko ivrig for at undgå det, men snart efter bliver hun og de andre Hinata-piger involveret i dets historie i en drøm. | |                    |  |  |
| 09 | "The Case of the Missing Hinata Apartment Money: A Mystery" "Hinata sō Misshitsu genkin gōdatsu jiken Misuteri na" (ひなた荘密室現金強奪事件 ミステリな)                   | 14. juni 2000      |  |  |
| Den månedlige leje bliver betalt i Hinata House, men da Keitaro er for træt til at være opmærksom, forsvinder pengene! Det er nu op til Kitsune og Su, de eneste med et fast alibi, at finde ud af hvem tyven er. | |                    |  |  |
| 10 | "Who is the Beautiful Women Wandering in the Moonlight? Transformation" "Tsukiyo ni Samayou Bijo no Shōtai wa? Henshin na" (月夜にさまよう美女の正体は? 変身な)            | 21. juni 2000      |  |  |
| I et forsøg på endnu engang at blive gode venner med Naru, bliver Keitaro overfaldet af en pige der ligner Su, dog ældre. Keitaro og Naru kæmper for at bevise Sus uskyld, specielt da alle andre mænd peger fingre. | |                    |  |  |
| 11 | "The Idol Shooting for Tokyo U is a Prep School Student: Sing" "Mezase Tōdaisei Aidoru wa Yobikōsei Utau na" (目指せ東大生アイドルは予備校生 歌うな)                       | 28. juni 2000      |  |  |
| Naru vinder en sangkonkurrence, hvilket pludselig ender med at gøre hende til en J-popstjerne. Men med en ny karriere foran sig, vil hun så give op på studierne og løftet om at komme på Tokyo U? | |                    |  |  |
| 12 | "Changing After the Wedding? Swordmaster Motoko's Sunday Best: Feminine" "Oironaoshi? Kengō Motoko no Haregisugata Onna no ko na" (お色直し?剣豪モトコの晴れ着姿 女の子な) | 5. juli 2000       |  |  |
| Motoko har en hemmelig frygt: Skildpadder. Så da Narus kæledyr Tama-chan falder ind med vasketøjet, ender Motoko med at spørge om lov til at låne alle andres tøj - selv Keitaro! Problemet er blot, at uden hendes eget tøj, kan hun ikke samle sin "ki", og derfor ikke bruge sine evner med et sværd. Og da Sus robot Tama-chan pludselig går til angreb på Hinata House, er der bestemt brug for en med evnerne til at håndtere et sværd. | |                    |  |  |
| 13 | "The First Kiss Tastes Like Lemon? Marshmallow? Grown-up" "Hatsu kisu no aji wa remon? Mashumaro? Otona" (初キスの味はレモン?マシュマロ? おとな)                           | 12. juli 2000      |  |  |
| Efter at have udspioneret Keitaros første fejlede forsøg på at kysse Naru, begynde Shinobu at bekymre sig om, hvem hendes første kys vil blive med. Selv vil hun helst at det blive Keitaro, men med Su blandet ind i det hele, ved man aldrig hvad der kan ske. | |                    |  |  |
| 14 | "Naru's Crush Is Now a Tokyo U Professor: Turning Into Love?" "Saikai? Naru akogare no hito wa ima Tōdai Kōshi Rabu he na" (再会?なる憧れの人は今東大講師 ラブへな)        | 19. juli 2000      |  |  |
| Der er opstået en finansiel krise i Hinata House; hvis ikke beboerne kan skaffe 67.000 yen på tre dage, vil de forskellige firmaer stoppe for al deres service. Keitaro ender med at arbejder for en af professorerne på Tokyo U, for ikke at nævne hans hyperaktive datter, men kender ikke til de gamle forbindelser mellem denne mand og Naru. | |                    |  |  |
| 15 | "I Love You!? Romantic Confession Inside a Cave: Tall Tale" "Suki! Dōkutsu no naka no Rabu Rabu Sengen Horaana" (好き!洞くつの中のラブラブ宣言 ほらあな)                   | 26. juli 2000      |  |  |
| Keitaro bliver tvunget til at se efter Setas adaptivdatter, Sarah, mens arkæologerne graver. En række begivenheder ender med at fører dem ind i den mørkere del af Hinata House, hvor de alle gør et utroligt fund. | |                    |  |  |
| 16 | "Monkey Performance at the Seaside Teahouse Hinata: A Kiss?" "Umi no Ie, Hamachaya Hinata no Saru Shibai Chū ka na" (海の家·浜茶家ひなたのサル芝居 チュウかな)             | 2. august 2000     |  |  |
| Haruka åbner et tehus ved stranden hen over sommeren, og beboerne bliver nødt til at opfører et skuespil for at lokke funder til. Men da Su ødelægger hovedbygningen dukker Seta op med et tilbud om et alternativt sted for optrædenen. Prisen for dette er dog en ændring af stykkets rollefordeling. | |                    |  |  |
| 17 | "Mesmerized by Naru on the Haunted Island! Something's Fishy!" "Umi... Naru ni Doki!! Yōkai ni Kura Ayashii na" (海...なるにドキッ!妖怪にクラッ 妖しいな)                  | 9. august 2000     |  |  |
| Shirai og Haitani tilbyder at hjælpe Keitaro med at vinde Narus hjerte, med en uhyggelig bådtur der vil sende hende ind i hans arme. Deres plan går dog i vasken, da rigtige spøgelser udnytter Naru, og Motoko må kæmpe i hendes sted. | |                    |  |  |
| 18 | "Girls Dressed in Yukata for the Summer Festival: Let's!" "Sorezore no yukata no kimi to Natsumatsuri Hona" (それぞれの浴衣のきみと夏祭り ほな)                            | 16. august 2000    |  |  |
| Før beboerne tager tilbage efter deres sommerferie, deltager de i en sommerfestival i den lokale by, iført traditionelt japansk beklædning. Kitsune virker dog fast besluttet på at få Naru og Seta væk fra hindanden, for deres egen skyld. Eller har hun i virkeligheden et alternativt motiv? | |                    |  |  |
| 19 | "Marry into Money? A Prince from Across the Sea: Warm" "Tama no koshi? Umi no mukou no Kōtaishi Atataka na" (玉の輿?海のむこうの皇太子 暖かな)                             | 23. august 2000    |  |  |
| En mand der fuldstændig ligner Keitaro, når han har briller på, dukker op og viser sig senere at være fra Kaollas hjemland. Han er kommet for at gifte sig med Kaolla, men hun bestemmer sig for, at hun ikke helt er klar til det, hvilket traditionen dog siger hende imod om. | |                    |  |  |
| 20 | "A Sepia-colored Promise with a Sleeping Girl: A Trick?" "Nemuri no shōjo to Sepia iro no yakusoku Karakuri na" (眠りの少女とセピア色の約束 カラクリな)                    | 30. august 2000    |  |  |
| Keitaro opdage en dukker der kan bevæge sig af egen fri vilje. Alle er imponeret over den, men Keitaro og Mutsumi ser ud til også at kunne høre den tale. Keitaro lære af dukken, at hans bedstefar lovede at reparere dens ben, men aldrig fik gjort det. Da Keitaro er en god fyr vælger han at fuldfører sine forfaders løfte - Med hjælp fra pigerne, selvfølgelig! | |                    |  |  |
| 21 | "Jealous Outburst? Two Lovebirds on a Boat: Tremble" "Shitto Bakuhatsu!? Bōto ueno oatsui futari Wanawana" (嫉妬爆発!?ボート上のお熱い二人 わなわな)                       | 6. september 2000  |  |  |
| Naru og Keitaro bestemmer sig for at tage ud og fejre deres seneste karakterer. Mens de begge undre sig om det egentlig er en date de er på, dukker en mystisk lille pige pludselig op. | |                    |  |  |
| 22 | "Little Sister Mei's Devious Plan: It Can't Be!" "Imōto Mei no takurami, Misshitsu Daisakusen Sonna" (妹メイのたくらみ、密室大作戦 そんな)                                 | 13 september 2000  |  |  |
| Mei er Narus stedsøster, og håber på at tage Naru med hjem. For at nå hendes mål, bestemmer hun sig for, at hun bliver nødt til at få Keitaro og Mutsumi til at finde sammen. I mellemtiden gør Naru en chokerende opdagelse. | |                    |  |  |
| 23 | "Naru Narusegawa - Her Wavering Heart and Keitaro: Crushed" "Narusegawa Naru, Yureru onnagokoro to Keitarō Konagona" (成瀬川なる、揺れる女心と景太郎 こなごな)             | 20. september 2000 |  |  |
| Naru prøver at bestemme sig, hvad hun skal gøre med hendes nyfundne viden, og det virker som om, at Keitaro tager hjem, da hans bedstemor er vendt tilbage for at få Hinata House tilbage. For at gøre tingene værre ser det ikke ud til, at Keitaros studier er nok til at få ham til at komme ind på Tokyo U. | |                    |  |  |
| 24 | "Celebrate! Are the Blooming Flowers Tokyo U? Love? Everybody" "Shuku! Sakura saku no wa Tōdai? Koi? Minna" (祝!サクラサクのは東大?恋? みんな)                             | 27. september 2000 |  |  |
| Alle er nødt til at forlade Hinata House for en dag, da bygningen er under renovering. Det ser også ud til, at Keitaro ikke kommer tilbage, og Naru har helt opgivet ham. Hvem vil Keitaro i sidste ende vælge som sin sjælepartner; Naru eller Mutsumi? | |                    |  |  |
| 25 | "Motoko's Choice, Love or the Sword: Don't Cry" "Motoko no Sentaku, Koi ka Ken... Naku na" (素子のセンタク、恋か剣... 泣くな)                                              | Aldrig             |  |  |
| Ud af det blå dukker Motokos søster pludselig op, og er klar til at overdrage dojoen. Motoko er imidlertid stadig ikke helt så stærk som sin søster, og da storesøsteren finde ud af dette giver hun Motoko et ultimatum: Motoko må enten slå hende i kamp, eller gifte sig med Keitaro! | |                    |  |  |

## Specialafsnit
| | |                   |  |  |
| 1 | "Love Hina Christmas Special - Silent Eve" "Rabu Hina Kurisumasu Supesharu ~ Sairento Ivu ~" (ラブひな クリスマススペシャル〜サイレント·イヴ〜)            | 25. december 2000 |  |  |
| Keitaro, Naru og resten af gruppen bliver fanget i turmulden af den legendarisk romantiske juleaftens nat.                        | |                   |  |  |
| 2 | "Love Hina Spring Special - I wish Your Dream" "Rabu Hina Haru Supesharu ~ Kimi Sakurachiru nakare!! ~" (ラブひな 春スペシャル 〜キミサクラチルナカレ!!〜) | 1. april, 2001    |  |  |
| Overbevist om, at han endnu engang har dumpet prøven for at komme på Tokyo U, ender Keitaro i et vildt eventyr i de sydlige have. | |                   |  |  |

## Love Hina Again
| |                              |                   |  |  |
| 1 | "Kanako" (可奈子)            | 26. januar, 2002  |  |  |
| Kanako, Keitaros halvsøster, kommer til Hinata pensionatet og udnævner sig selv som den nye bestyrer i Keitaros fravær, hvilket ikke falder i god jord hos beboerne. Ved slutningen af afsnittet vender Keitaro og Seta dog tilbage.                                                             |                              |                   |  |  |
| 2 | "Keitaro" "Keitarō" (景太郎) | 28. februar, 2002 |  |  |
| Efter at være vendt tilbage fra en arkæologisk ekspedition med Seta, planlægger Kanako at være alene med Keitaro, og sætter derfor pensionatets beboere til at løbe ærinder for hende, der senere viser sig at være falske. Rivaliseringen mellem Kanako og Naru forøges.                        |                              |                   |  |  |
| 3 | "Naru" (なる)                | 27. marts, 2002   |  |  |
| Kanako har fået nok af den distraktion som Naru og de andre har skabt. Hun bestemmer sig derfor for at hjernevaske dem, og tager Naru med op på øverste etage af bygningen. Som Keitaro nærmer sig den øverste etage afslører de andre piger, hver deres personlige meninger om Keitaro og Naru. |                              |                   |  |  |